# 科爾法克斯 (北卡羅萊納州)
科爾法克斯（英語：Colfax）是位於美國北卡羅萊納州吉爾福德縣的非建制地區。

## 歷史
科爾法克斯的郵局自1870年營運至今。

## 地理
科爾法克斯所處的海拔為高於海平面294米（即965英呎），而該地所採用的時區為UTC-5，即北美东部时区（EST）。同時該地設有夏令時間，為UTC-5調快一小時，即UTC-4（EDT）。